# آنداوادوآکا
آنداوادوآکا (به لاتین: Andavadoaka) یک منطقهٔ مسکونی در ماداگاسکار است که در مورومبه واقع شده‌است. آنداوادوآکا ۷ متر بالاتر از سطح دریا واقع شده‌است.